# Festival d'Auvers-sur-Oise
Le Festival de musique d'Auvers-sur-Oise, est un festival de musique classique estival se déroulant sur la commune d'Auvers-sur-Oise (Val-d'Oise).

## Historique
Le festival est créé par le musicologue et pianiste Pascal Escande en 1981 sous l'impulsion du prêtre d'Auvers de l'époque, Michel Demissy. Celui-ci souhaitait financer l'achat d'un orgue pour son église. Dès 1979, deux manifestations par an sont organisées avant la création officielle du festival,,.
L'évènement musical s’est rapidement bâti une solide réputation au niveau européen grâce à sa programmation exceptionnelle avec, par exemple, György Cziffra, Sviatoslav Richter, Maurice André, Barbara Hendricks, Mstislav Rostropovitch pour n'en citer que quelques-uns.
Depuis sa création, le festival se caractérise par sa volonté de mettre en avant de jeunes talents et de promouvoir l’innovation en matière artistique. En 1989, par exemple, l'édition du festival offrira sa première scène d'envergure à Hélène Grimaud puis, une décennie plus tard, à Denis Matsouïev. Quant à l’innovation, le festival a été précurseur en mêlant, dès 1987, arts plastiques et musique.
En 2006 se concrétise le projet de la construction d'un orgue de 30 jeux dans l’église d'Auvers-sur-Oise qui est inauguré en ouverture de l’Opus 26,.
Le festival accueille le violiste Valentin Tournet et son ensemble La Chapelle Harmonique en résidence à compter de 2018.

## Organisation
Depuis 2011, l'ancien chef de cabinet de Jack Lang (alors ministre de la Culture et de la Communication), Didier Hamon est élu, par le conseil d'administration comme président du festival. En 2014, l’organisation du festival s’appuyait sur une équipe de quatre salariés à l’année renforcés, pendant deux mois, par deux stagiaires, six intermittents du spectacle pour la régie technique du festival et d’environ quatre-vingts bénévoles.
En complément de ses recettes propres, le financement de l'évènement implique des partenaires privés et des subventions publiques de la commune d’Auvers-sur-Oise, de la Direction régionale des Affaires culturelles (D.R.A.C), de la région Île-de-France et du département.

## Lieux

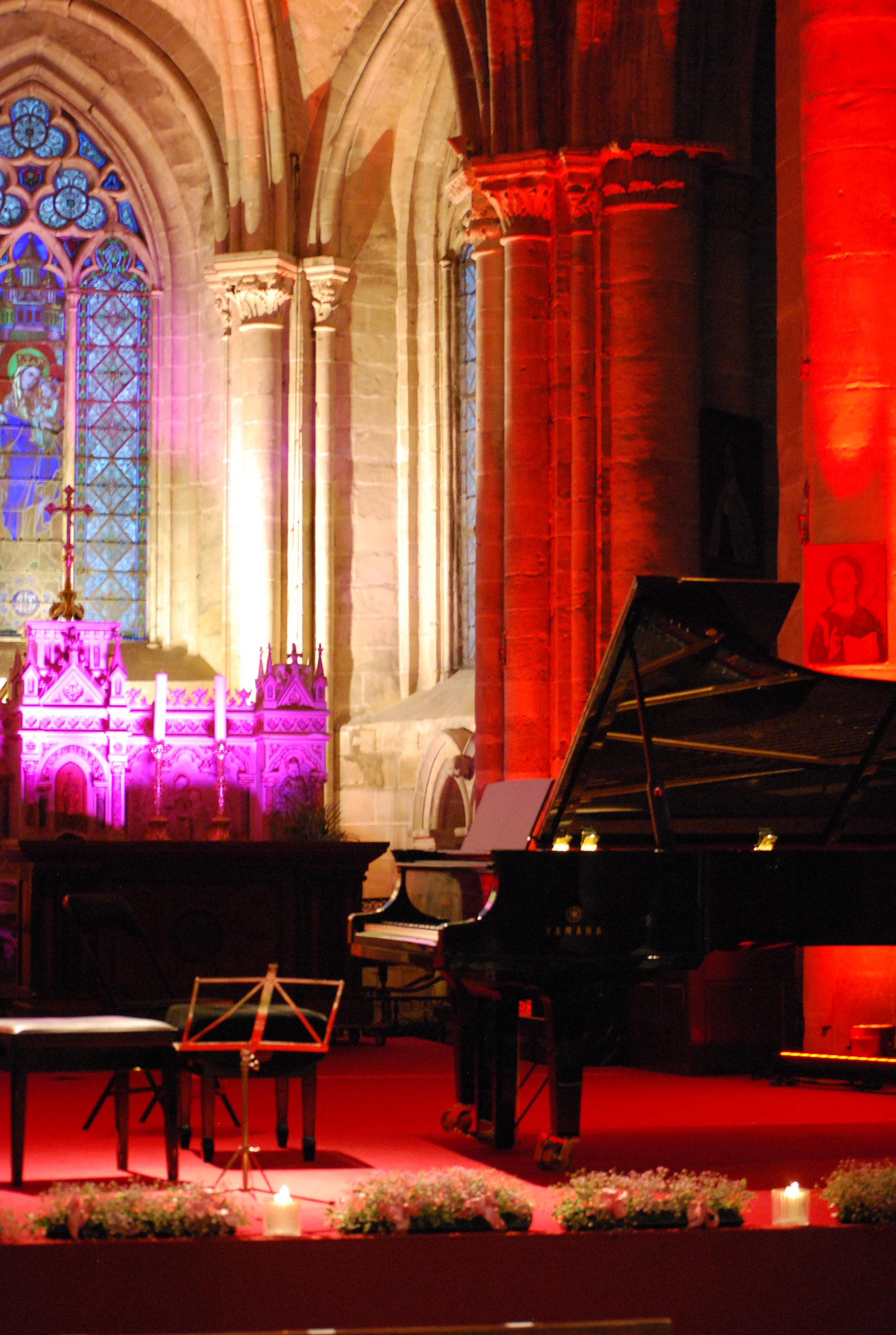
Église d'Auvers.

L'essentiel de la programmation du festival se déroule dans l'église Notre-Dame d'Auvers-sur-Oise. Cette église du XIIIe siècle a inspiré Van Gogh en 1890 pour l'une de ses œuvres majeures L'Église d'Auvers-sur-Oise dans laquelle l'édifice peint dans des tons pourpres ressort dans un ciel bleu cobalt.
Mais le festival occupe occasionnellement d'autres lieux comme :
- l'église Saint-Martin de L’Isle-Adam ;
- le château de Méry-sur-Oise ;
- le théâtre 95 de Cergy-Pontoise[13] ;
- la Cité de la musique renommée « Philharmonie 2 » à Paris[14] ;
- La Luciole (Méry-sur-Oise)[15].

## Label DiscAuverS
Depuis 1990, le Festival d’Auvers-sur-Oise remplit sa mission de résidence auprès de jeunes artistes pour le développement de leur carrière scénique et discographique.
Du Trio Wanderer à Claire Marie Le Guay en passant par Henri Demarquette, Delphine Haidan, Emmanuelle Haïm, Denis Matsuev, les Folies Françoises et Patricia Petibon, Hisako Kawamura, Hyo Joo Lee, Jean-Frédéric Neuburger, Tristan Pfaff, La Maîtrise de Paris, Sanja Bizjak, Miroslav Kultishev, Anastasia Kobekina ou Luka Okros, un grand nombre de musiciens ont pu réaliser non seulement leur premier CD mais encore être aidés et soutenus dans un esprit de résidence.
En 2020, « DiscAuverS » fête sa 30ème année d’existence tout en confirmant son identité de découvreur de talents dans le paysage musical européen

## Programmation des différentes éditions

### Années 1990
| N° opus | Dates du festival :       | Artistes invités principaux : |
| ------- | ------------------------- | --- |
| 11e     | De mai au 30 juin 1991    | Les sopranos Barbara Hendricks et Françoise Pollet, le baryton-basse Ruggero Raimondi et les pianistes Radu Lupu, Jean-Marc Luisada. |
| 16e     | Du 17 mai au 29 juin 1996 | La soprano Françoise Pollet, le pianiste François-René Duchâble, la violoniste Marie Scheublé et les chœurs de Michel Piquemal.      |
| 17e     | Du 15 mai au 29 juin 1997 | La soprano Barbara Hendricks et le contreténor James Bowman.                                                                         |
| 18e     | De mai à juin 1998        | Le violoniste Maxime Venguerov. |

### Années 2000
| N° opus | Dates du festival :           | Artistes invités principaux : | Compositeur et peintre mis à l'honneur : |
| ------- | ----------------------------- | --- | ---------------------------------------- |
| 20e     | Du 18 mai au 30 juin 2000     | La chanteuse lyrique Teresa Berganza, les pianistes Ivo Pogorelić, François-René Duchâble, Vanessa Wagner, le quatuor Ysaÿe, les violonistes Renaud Capuçon, Vadim Repin, The King's Singers et la soprano Barbara Hendricks,. | Raymond Alessandrini et Tony Soulié      |
| 21e     | De mai au 30 juin 2001        | L'ensemble European Camerata, les pianistes Marc Laforet, Marie-Josèphe Jude, Nicholas Angelich et Hélène Grimaud, le violoniste Renaud Capuçon et le violoncelliste Gautier Capuçon.                                          | Nicolas Bacri.                           |
| 23e     | De mai au 27 juin 2003        | La flûtiste Juliette Hurel. | Guillaume Connesson.                     |
| 24e     | De mai à juin 2004            | Le pianiste Jean-Frédéric Neuburger. |                                          |
| 25e     | De mai au 1er juillet 2005    | Les pianistes Nikolaï Luganski, Fazıl Say, Boris Berezovsky, le violoncelliste Alexandre Kniazev et l'ensemble Accentus. |                                          |
| 26e     | Du 14 mai au 1er juillet 2006 | Les pianistes Brigitte Engerer, François-Frédéric Guy, Jean-Frédéric Neuburger, Laure Favre-Kahn, Tristan Pfaff, Fazıl Say et Michel Béroff, le trio Wanderer.                                                                 | Olivier Messiaen.                        |
| 27e     | Du 12 mai au 28 juin 2007     | Les pianistes Aldo Ciccolini et Fazıl Say, la soprano Mireille Delunsch et l'ensemble vocal des Cris de Paris. | Bruno Mantovani.                         |
| 28e     | Du 16 mai au 27 juin 2008     | La soprano Patricia Petibon, l’ensemble Amaryllis, les pianistes Michel Dalberto et Anne Queffélec, le quatuor Modigliani, Gautier et Renaud Capuçon, la violoncelliste Anne Gastinel, le trompettiste David Guerrier.         | Karol Beffa et Guillaume Corneille.      |
| 29e     | Du 28 mai au 4 juillet 2009.  | Les pianistes Bertrand Chamayou, Claire-Marie Le Guay et Zoltán Kocsis, la violoncelliste Tatiana Vassilieva, le musicien turc Burhan Öçal, le violoniste Laurent Korcia, l'accordéoniste Richard Galliano,.                   | Régis Campo et Jean-Yves Aurégan.        |

### Années 2010
| N° opus | Dates du festival :            | Artistes invités principaux : | Compositeur et peintre mis à l'honneur :  |
| ------- | ------------------------------ | --- | ----------------------------------------- |
| 30e     | Du 27 mai au 2 juillet 2010.   | Les sopranos Patricia Petibon et Barbara Hendricks, le violoniste Renaud Capuçon. | Henri Dutilleux.                          |
| 31e     | Du 4 juin au 7 juillet 2011.   | La soprano Gundula Janowitz, le contreténor Philippe Jaroussky et l'organiste Jean Guillou. | Richard Dubugnon et Nicolas Kennett.      |
| 32e     | Du 1er juin au 6 juillet 2012. | Les pianistes Khatia Buniatishvili, Hélène Grimaud, Katia et Marielle Labèque, la mezzo-soprano Stéphanie d'Oustrac.                                                                                             | Pascal Zavaro.                            |
| 33e     | Du 1er juin au 5 juillet 2013. | La pianiste Sanja Bizjak, les cantatices Sandrine Piau, Magdalena Kožená et Nathalie Stutzmann,. | Thierry Machuel et Kim En Joong.          |
| 34e     | Du 5 juin au 2 juillet 2014.   | Le violoniste Laurent Korcia, les pianistes Denis Matsouïev, Khatia Buniatishvili et Anne Queffélec, le chœur de chambre Accentus, la mezzo-soprano Anne Sofie von Otter.                                        | Florentine Mulsant et Tony Soulié.        |
| 35e     | Du 29 mai au 9 juillet 2015.   | Les pianistes Hélène Grimaud, Anna Fedorova, Sanja Bizjak et David Kadouch, le guitariste Emmanuel Rossfelder, le violoniste Renaud Capuçon, le violoncelliste Edgar Moreau, le claveciniste William Christie... | Jean-Charles Gandrille et Gaël Davrinche. |
| 36e     | Du 11 juin au 8 juillet 2016.  | Le contreténor Philippe Jaroussky, la soprano Patricia Petibon, le violoncelliste Gautier Capuçon, les pianistes Katia et Marielle Labèque,...                                                                   | Anthony Girard et Gaël Davrinche.         |
| 37e     | Du 9 juin au 7 juillet 2017.   | La mezzo-soprano Catherine Trottmann, la soprano Natalie Dessay, l'ensemble Matheus... | Jean-Frédéric Neuburger et David Daoud.   |
| 38e     | Du 1er juin au 4 juillet 2018. | Le violiste Valentin Tournet et son ensemble La Chapelle Harmonique, les pianistes François-Frédéric Guy, Ana Kipiani, Claire-Marie Le Guay, l'orchestre de chambre Nouvelle Europe...                           | Fabien Waksman et Xavier Boggio.          |
| 39e     | Du 6 juin au 4 juillet 2019.   | La violoncelliste Anastasia Kobekina, la mezzo-soprano Joyce DiDonato, le pianiste Kotaro Fukuma... | Jules Matton et Jérôme Delépine.          |